# Philiberte de Flaugergues
Pour les articles homonymes, voir Flaugergues.
Philiberte de Flaugergues, née Philiberte Beudot le 8 août 1885 à Vincennes et morte le 7 janvier 1966 à Clichy, est une photographe française.
Devenue photographe à la fin des années 1910, elle a dirigé le studio Femina, avant d'ouvrir son propre studio. C'est l'une des rares femmes à exercer comme photographe de mode professionnelle en France dans l'entre-deux-guerres.

## Biographie
Philiberte Antoinette Beudot naît à Vincennes le 8 août 1885, fille de Joseph Charles Beudot, typographe, et Gabrielle Joséphine Goujon, couturière, son épouse, mariés l’année précédente.
Fille unique, Philiberte Beudot grandit à Vincennes, 5 cours Marigny. Au début des années 1910, son père est établi à son compte comme photographe et elle-même est devenue caissière au studio Femina, photographie d’art. Ce dernier a été ouvert en mars 1907 dans un immeuble situé au 90 avenue des Champs-Élysées, où le patron de presse Pierre Lafitte a rassemblé l’ensemble de ses activités. Propriétaire de plusieurs journaux (Femina, La Vie au grand air, Je sais tout, etc.), passionné par les nouvelles techniques de communication comme la photographie ou le cinématographe, Lafitte a réuni à cette adresse bureaux de la rédaction et de l’administration, ateliers de photogravure et de composition, ainsi que trois nouvelles activités : une salle d’exposition ; un théâtre de 600 places, le Femina ; et le studio de photographie, dirigé par le photographe Henri Manuel et qui propose de la photographie en couleurs dès son ouverture, grâce au procédé autochrome des frères Lumière.
À la fin des années 1910, Philiberte Beudot devient elle-même photographe et réalise notamment de nombreux portraits et photographies de mode. En 1919, désormais directrice du studio Femina, elle épouse Michel Georges de Flaugergues, chirurgien-dentiste, prend dès lors le patronyme de son mari et porte le titre de comtesse. Ses photographies paraissent dans la presse quotidienne et dans les magazines, comme Cinémonde, La Femme de France, La Femme chic... Elle écrit ponctuellement dans divers journaux, comme le journal féminin Minerva ou Cinædia, et devient membre de l'Association professionnelle de la presse cinématographique. En 1927, lorsque Minerva décide d'établir une liste de « princesses françaises », incarnant les meilleures représentantes de leur discipline, le nom de Philiberte de Flaugergues est proposé pour la photographie.
En 1931, elle quitte le studio Femina pour ouvrir son propre studio, 5 rue du Bois-de-Boulogne, où elle réalise notamment des portraits d’enfants et de personnalités. L'année suivante, elle est nommée gérante du studio parisien Ars & Lux et a pour adresse professionnelle le 113, boulevard Pereire. Son mari meurt quelques mois plus tard, « à la suite d’une longue et douloureuse maladie ».
Philiberte de Flaugergues poursuit sa carrière de photographe dans des domaines très divers (mode, portrait en studio et en extérieur, reportage, reproduction de tableaux, nu...) jusqu'à son décès. Elle meurt le 7 janvier 1966, à l’hôpital Beaujon de Clichy et est inhumée une semaine plus tard au cimetière du Montparnasse (division 26). Ses restes sont transférés au cimetière du Père-Lachaise (division 9) en 1969.

## Iconographie
- Anonyme, Mme Philiberte de Flaugergues et ses lévriers..., photographie parue dans Minerva, 16 octobre 1927, p. 1[22]

## Archives personnelles
- [Recueil. Archives de Philiberte Flaugergues. Défets de presse, factures, archives administratives, cartes de visite], [192.-1966], 1 boîte, BnF, département des Estampes et de la photographie, Paris, cote Z-104-4[23]

## Collections publiques
- Photographies positives noir et blanc, divers formats, BnF, département des Estampes et de la photographie, Paris[8]